# Dundee, Iowa
Dundee är en ort i Delaware County i Iowa. Vid 2010 års folkräkning hade Dundee 174 invånare.